# Rentapia
Rentapia é um género de anfíbios da família Bufonidae. Está distribuído por Tailândia, Malásia, Bornéu e Samatra.

## Espécies
- Rentapia everetti (Boulenger, 1896)
- Rentapia flavomaculata Chan, Abraham, and Badli-Sham, 2020
- Rentapia hosii (Boulenger, 1892)